# Lyneborgia stenoptera
Lyneborgia stenoptera är en tvåvingeart som beskrevs av Irwin 1973. Lyneborgia stenoptera ingår i släktet Lyneborgia och familjen stilettflugor. Inga underarter finns listade i Catalogue of Life.